# Gouvix
Gouvix là một xã ở tỉnh Calvados, thuộc vùng Normandie ở tây bắc nước Pháp.

## Dân số
| Năm | 1962 | 1968 | 1975 | 1982 | 1990 | 1999 | 2007 |
| --- | ---- | ---- | ---- | ---- | ---- | ---- | ---- |
| Dân số | 862  | 789  | 772  | 777  | 878  | 819  | 842  |
| From the year 1962 on: No double counting—residents of multiple communes (e.g. students and military personnel) are counted only once. 2007: Provisional population (annual survey). |      |      |      |      |      |      |      |